# Cabrito Transmontano
O Cabrito Transmontano DOP é um produto de origem portuguesa com Denominação de Origem Protegida pela União Europeia (UE) desde 14 de novembro de 1996.
Os cabritos são machos ou fêmeas da raça Serrana.

## Agrupamento gestor
O agrupamento gestor da denominação de origem protegida "Cabrito Transmontano" é a CAPRISSERRA - Cooperativa de Produtores de Cabrito da Raça Serrana,CRL.

## Produção
Segundos dados de 2017, foram produzidos neste ano cerca de 5,25 toneladas de Cabrito Transmontano DOP, cerca de 71% da produção nacional de carne qualificada de caprino. O preço médio desta carne é de 18,86 euros por kg, em 2016.